# Divignano
Divignano est une commune italienne de la province de Novare dans la région du Piémont en Italie.

## Administration
| Période                                  | Période | Identité        | Étiquette | Qualité |
| ---------------------------------------- | ------- | --------------- | --------- | ------- |
| 2012                                     |         | Daniele Zanotto |           |         |
| Les données manquantes sont à compléter. |         |                 |           |         |

### Communes limitrophes
Agrate Conturbia, Borgo Ticino, Marano Ticino, Mezzomerico, Pombia, Varallo Pombia